# Beli Potok pri Frankolovem
Beli Potok pri Frankolovem je naselje u slovenskoj Općini Vojniku. Beli Potok pri Frankolovem se nalazi u pokrajini Štajerskoj i statističkoj regiji Savinjskoj. 

## Stanovništvo
Prema popisu stanovništva iz 2002. godine naselje je imalo 45 stanovnika.